# In direzione ostinata e contraria 2
In direzione ostinata e contraria 2 è una compilation di Fabrizio De André pubblicata nel 2006.

## Contenuti
Con questa raccolta tripla prosegue il lavoro di riedizione delle canzoni di De André iniziato l'anno prima con In direzione ostinata e contraria, un'operazione di riordino e per certi versi di catalogazione, summa del corpus deandreiano voluta e curata sempre dalla moglie Dori Ghezzi. In particolare l'operazione tende a fissare la produzione artistica del cantautore con le nuove tecnologie digitali pur con l'intento di conservare intatte le sonorità originali e la resa acustica delle prime incisioni fatte con metodo analogico.
La versione qui inclusa di Un malato di cuore presenta una coda strumentale leggermente più lunga rispetto all'incisione originale.

## Tracce

### CD1
1. La stagione del tuo amore
2. Nell'acqua della chiara fontana
3. S'i' fosse foco
4. Fila la lana
5. Il re fa rullare i tamburi
6. Spiritual
7. La canzone di Barbara
8. Il testamento
9. Delitto di paese
10. Il gorilla
11. Cantico dei drogati
12. Leggenda di Natale
13. Ballata degli impiccati
14. Laudate Dominum
15. L'infanzia di Maria
16. Il ritorno di Giuseppe
17. Maria nella bottega di un falegname
18. Tre madri
19. Laudate Hominem

### CD2
1. Un malato di cuore
2. Un medico
3. Un matto (Dietro ogni scemo c'è un villaggio)
4. Al ballo mascherato
5. La Canzone del padre
6. Nella mia ora di libertà
7. Suzanne
8. Le passanti
9. Via della Povertà
10. Oceano
11. Le storie di ieri
12. Avventura a Durango
13. Sally
14. Coda di lupo
15. Rimini
16. Zirichiltaggia
17. Parlando del naufragio della London Valour

### CD3
1. Quello che non ho
2. Il Canto del servo pastore
3. Franziska
4. Ave Maria
5. Sinàn Capudàn Pascià
6. D'ä mê riva
7. ‘Â Pittima
8. Jamin-à
9. Le nuvole
10. Ottocento
11. Monti di Mola
12. La nova gelosia
13. Mégu Megún
14. Dolcenera
15. Le acciughe fanno il pallone
16. Â Cúmba
17. Disamistade